# We Are (Jon Batiste)
We Are è l'ottavo album in studio del cantante statunitense Jon Batiste, pubblicato il 19 marzo 2021 dalla Verve Records. Il progetto discografico è stato premiato con il Grammy Award all'album dell'anno nel 2022.

## Descrizione
Batiste ha iniziato a lavorare all'album alla fine del 2019, anche se in gran parte scritto e registrato nel 2020, il contenuto lirico e tematico dell'album riflette eventi come l'inizio della Pandemia di COVID-19 negli Stati Uniti d'America e le proteste, promosse dallo stesso artista e del movimento Black Lives Matter a New York, dopo le uccisioni di George Floyd e Breonna Taylor. Nell'album compaiono anche Mavis Staples, Zadie Smith, PJ Morton e Trombone Shorty. Intervistato da Billboard, Batiste ha racconta il processo creativo dell'album e la realizzazione nel corso della pandemia:
Ma ora non possiamo farlo, quindi devi trovare modi diversi per attingervi. Penso che sia solo una pratica spirituale, quasi, per cercare di trovarlo internamente, perché non puoi trovarlo esternamente.»
(Jon Batiste, in Jon Batiste on New Album ‘We Are,’ Grammys and Oscars Prospects: It’s ‘Beyond My Wildest Dreams’ su Billboard)

## Accoglienza
Andrew Unterberger, scrivendo per Billboard, descrive il progetto «uno sforzo individuale estremamente impressionante» complimentandosi con l'artista per essere «esecutore, scrittore, produttore e strumentista». Gerrod Harris di Spill Magazine riporta che «la voce di Batiste è di alto livello, gli arrangiamenti strumentali e i cambiamenti di melodie, armonia e ritmo sono sofisticati ma rimangono interamente organici» e che l'album collega «un ricco livello di tradizione e modernità, dimostrando che Batiste è immerso nel gospel, nel soul, nel jazz e nel funk tanto quanto nel pop e nell'hip hop degli ultimi due decenni».
Matt Collar, recensendo per AllMusic, scrive che «We Are è splendidamente ispirato dalla vita di Batiste» definendolo «un inno appassionato; [...] in cui Batiste usa il meglio del passato per costruire un domani migliore». Collar termina la recensione riportando che «la mescolanza di generi di Batiste rafforza il tema dell'album della saggezza intergenerazionale, ed è anche meravigliosamente divertente». Giovanni Russonello del The New York Times scrive che «la musica di Batiste riguarda il sentirsi bene come atto collettivo. Spesso questo significa suonare cose che suoneranno familiari, e mantenerle spensierate».

## Riconoscimenti
Grammy Award
- 2022 - Album dell'anno[12]
- 2022 - Candidatura al miglior album R&B[12]

## Tracce
1. We Are – 4:24 (Jon Batiste, Autumn Rowe, Kizzo)
2. Tell the Truth – 3:21 (Jon Batiste)
3. Cry – 3:57 (Jon Batiste, Steve McEwan)
4. I Need You – 2:37 (Jon Batiste, Autumn Rowe)
5. Whatchutalkinbout – 2:21 (Jon Batiste)
6. Boy Hood (feat. PJ Morton, Trombone Shorty) – 4:26 (Troy Andrews, Jon Batiste, Sunny Levine, PJ Morton, Jahaan Sweet)
7. Movement 11 – 2:01 (Jon Batiste)
8. Adulthood (feat. Hot 8 Brass Band) – 3:41 (Jon Batiste)
9. Mavis – 0:20 (Mavis Staples)
10. Freedom – 2:58 (Jon Batiste, Autumn Rowe, Andrae Alexander)
11. Show Me the Way (feat. Zadie Smith) – 3:40 (Jon Batiste)
12. Sing – 3:07 (Jon Batiste, Zach Cooper, Vic Dimotsis, Eric Frederic, Autumn Rowe)
13. Until – 1:03 (Jon Batiste)

## Classifiche
| Classifica (2020-22)      | Posizione massima |
| ------------------------- | ----------------- |
| Australia (jazz)          | 1                 |
| Austria                   | 35                |
| Belgio (Fiandre)          | 191               |
| Belgio (Vallonia)         | 175               |
| Canada                    | 81                |
| Francia                   | 61                |
| Germania                  | 66                |
| Stati Uniti               | 25                |
| Stati Uniti (R&B/hip-hop) | 14                |
| Stati Uniti (jazz)        | 9                 |
| Svizzera                  | 39                |